# Suruchin
Le suruchin, ou shurujin, est une arme très ancienne dont les origines remontent à l'âge de pierre. Elle existe sous différents noms et différentes formes de par le monde. Elle aurait été utilisée pour faire fuir les lions et les tigres. À l'origine, c'est une pierre attachée à une corde faite de fibre végétale de 90 à 240 cm de long. Les plus courts servent à frapper directement un ennemi et les plus longs à les faire tomber.

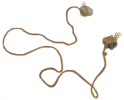
Suruchin.

Cette arme est notamment une des armes du kobudō développé sur l'île d'Okinawa. C'est alors une corde de 2 à 3 m de longueur, avec un lest accroché à chaque extrémité. Ce lest était à l'origine une pierre mais il peut être constitué d'une bille de bois ou d'une pointe de métal. Le suruchin est la douzième arme dans la progression du kobudo d'Okinawa traditionnel, c'est une arme complexe et elle n'est étudiée qu'à partir du 5e dan.
Plus récemment, notamment à la fin du XIXe et au début du XXe siècle, le surujin est une chaine avec un poids et une pointe métallique. Le poids est utilisé pour être lancé sur l'adversaire ou sur son bras armé et la chaine est ensuite tirée pour le déséquilibrer ou l'enlacer, en utilisant des techniques proches de celles de l'hojojutsu. La pointe est ensuite utilisée pour administrer un coup fatal.
Le suruchin est une arme assez similaire au manriki, arme traditionnelle japonaise et typique du ninjutsu.
Une variante longue du suruchin, le kusari, est formé d'une longue chaîne pouvant atteindre 4 m de long. Entouré autour du bras, il constitue une arme efficace contre les armes tranchantes. Utilisé comme un lasso, en le faisant tournoyer autour de soi, il permet d'attraper l'ennemi, de le déséquilibrer, de le désarmer ou de l'étrangler.